# Шелег, Александр Павлович
Александр Павлович Шелег (20 июль 1938) — советский и белорусский тренер по греко-римской борьбе, заслуженный тренер СССР и БССР.

## Биография
Родился в 1951 году. Мастер спорта СССР. Закончил Белорусский государственный институт физической культуры. Среди учеников чемпион европы и призер чемпионата мира Оганес Арутюнян, чемпион мира среди молодежи 1981 и призер чемпионата СССР 1982 Анатолий Санюк, победитель первенства СССР среди молодежи 1974 Владимир Липай, заслуженный тренер Республики Беларусь Владимир Концевенко (тренер призёра олимпийских игр Дмитрия Дебелко).

## Награды и звания
- Заслуженный тренер БССР (1981)
- Заслуженный тренер СССР (1990)